# 68114 Deákferenc
A 68114 Deákferenc (ideiglenes jelöléssel (68114) 2001 AC) a Naprendszer kisbolygóövében található aszteroida. Sárneczky Krisztián fedezte fel 2001. január 1-jén.